# Pignans
Pignans é uma comuna francesa na região administrativa da Provença-Alpes-Costa Azul, no departamento de Var. Estende-se por uma área de 34,87 km². Em 2010 a comuna tinha 4 440 habitantes (densidade: 127,3 hab./km²).